# Bangor City Football Club 2009-2010

## Rosa
| N. |                        | Ruolo | Calciatore       |
| -- | ---------------------- | ----- | ---------------- |
|    | Galles (bandiera)      | P     | Paul Smith       |
|    | Galles (bandiera)      | D     | Jamie Brewerton  |
|    | Inghilterra (bandiera) | D     | Dave Morley      |
|    | Inghilterra (bandiera) | D     | Peter Hoy        |
|    | Galles (bandiera)      | D     | Michael Johnston |
|    | Inghilterra (bandiera) | D     | David Swanick    |
|    | Galles (bandiera)      | D     | Chris Roberts    |
|    | Galles (bandiera)      | D     | Clive Williams   |
|    | Galles (bandiera)      | C     | Sion Edwards     |
|    | Inghilterra (bandiera) | C     | Kieran Killackey |

| N. |                        | Ruolo | Calciatore     |
| -- | ---------------------- | ----- | -------------- |
|    | Galles (bandiera)      | C     | Marc Limbert   |
|    | Inghilterra (bandiera) | C     | Mark Smyth     |
|    | Galles (bandiera)      | C     | John Owen      |
|    | Inghilterra (bandiera) | C     | Stephen Connor |
|    | Galles (bandiera)      | A     | Les Davies     |
|    | Galles (bandiera)      | A     | Jamie Reed     |
|    | Inghilterra (bandiera) | A     | Ashley Stott   |
|    | Inghilterra (bandiera) | A     | Lee Hunt       |